# دایسون
دایسون (انگلیسی: Dyson) شرکت لوازم خانگی بریتانیایی و چندملیتی است، که در زمینه ساخت جاروبرقی، فن‌های مکانیکی، دستگاه تصفیه هوا، سشوار، اتو مو دایسون دستگاه‌های گرمایش و تهویه‌هوا، ایرپ دایسون و خشک‌کن‌های برقی فعالیت می‌کند.
شرکت دایسون در سال ۱۹۹۳ توسط جیمز دایسون تأسیس شد و در حال حاضر محصولات خود را به ۷۰ کشور عرضه می‌دارد. دفتر مرکزی این شرکت در شهر مالمزبوری، ویلتشر، بریتانیا قرار داشت و از سال ۲۰۱۹ به سنگاپور منتقل شد.